# Biophytum antioquiense
Biophytum antioquiense är en harsyreväxtart som beskrevs av Paul Erich Otto Wilhelm Knuth. Biophytum antioquiense ingår i släktet Biophytum och familjen harsyreväxter. Inga underarter finns listade i Catalogue of Life.